# Ediciones de la Urraca
Ediciones de la Urraca, también conocida simplemente como La Urraca, fue una editorial argentina activa entre los años 1974 y 2001. En su apogeo y etapa de mayor popularidad (entre finales de los años '70 y mediados de la década del '90) llegó a situarse entre las editoriales más importantes en la historia del periodismo argentino y de las historietas, en especial debido a la publicación de las revistas Hum® y Fierro.

## Trayectoria
Tras el cierre de Satiricón, Andrés Cascioli lanzó una nueva revista, Chaupinela (1974), creando el nuevo sello editorial Ediciones de la Urraca específicamente para lanzarla. Luego siguieron más publicaciones; su mayor éxito fue la Hum®, que le permitió nuevos emprendimientos: es el caso de Superhum® (1980), mediante la cual Ediciones de la Urraca aspiraba a competir en el mercado de revistas de historietas local con las potentes Récord y Columba. Otra de las publicaciones emblemáticas de "La Urraca" fue Sexhum®, nacida a mediados de la década de 1980. La misma siguió publicándose, junto a Hum®, hasta bien entrada la década del '90.
La crisis económica argentina de 2001 terminó por hacer que la editorial cerrara sus puertas después de 27 años de trayectoria.

## Publicaciones

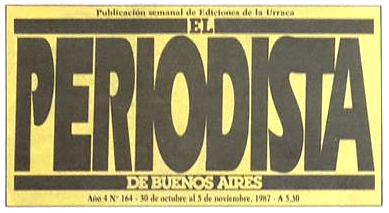
Siempre controvertida aunque exitosa, El Periodista de Buenos Aires fue la revista semanal de periodismo serio de Ediciones de la Urraca.

| Título                        | Año         | Tipo                                       | Números |
| ----------------------------- | ----------- | ------------------------------------------ | ------- |
| Chaupinela                    | 11/1974     | Revista satírica/humor/entrevistas         | 20      |
| Hum®                          | 1978-1999   | Revista satírica/humor                     |         |
| Rock Superstar                | 1977-       | Revista de Rock                            |         |
| El Péndulo                    | 1979-1991   | Revista literaria/crítica literaria        |         |
| Superhum®                     | 1980-1984   | Revista de historietas                     | 46      |
| Mutantia                      | 1980-1987   | Revista Eco-espiritual                     |         |
| Humi                          | 1982-1983   | Revista de historieta infantil             | 39      |
| Fierro                        | 1984-1992   | Revista de historietas                     |         |
| El Periodista de Buenos Aires | 1984-1989   | Revista de información y opinión política. |         |
| Sexhum®                       | ¿1986-1994? | Revista satírica/humor                     |         |
| Caín                          | 1987        |                                            |         |
| Cazador                       | 1992-2001   | Comic book                                 |         |
| Megaman                       | 1996        | Comic book                                 | 3       |